# Thomas Forrest
Thomas Forrest (1747-1825) fue un político estadounidense del Partido Federalista. Fue miembro de la 16.ª Sesión (1819-1921) del Congreso de Estados Unidos por Pensilvania, y primer presidente del Comité de la Cámara de Agricultura de los Estados Unidos.
Forrest nació en Filadelfia, Pensilvania. Durante la guerra de Independencia de Estados Unidos combatió en el ejército continental; fue nombrado capitán en Pensilvania por el coronel de artillería Thomas Proctor en octubre de 1776. Condujo una compañía de la armada de 52 hombres en la Batalla de Trenton. Después fue ascendido a mayor el 3 de marzo de 1777, y a teniente coronel el 2 de diciembre de 1778. Renunció al ejército el 7 de octubre de 1781.
La Comisión de Agricultura fue creado el 3 de mayo de 1820. La población del país era de alrededor de 9 millones y había 213 miembros en la Cámara de Representantes. Siete de estos representantes, bajo la presidencia de Forrest fueron asignados a la nueva comisión. Otros seis estados fueron representados en este grupo: Maryland, Nuevo Hampshire, Nueva York, Carolina del Sur, Vermont y Virginia. La correspondiente comisión de la otra cámara, la Comisión de Agricultura del Senado de Estados Unidos sobre Nutrición y Bosques, fue fundada 9 de diciembre de 1825.
Forrest fue reelegido como miembro para la 17.ª Sesión del Congreso (1821-1823) para llenar la vacante producida por la dimisión del federalista William Milnor; y ocupó el cargo del 8 de octubre de 1822 al 3 de marzo de 1823. Fue candidato a la reelección en 1822, pero no logró ser reelegido para el cargo.
Murió en Germantown, Pensilvania.